# Mafia III
Mafia III (auch Mafia 3) ist ein Open-World-Actionspiel und der Nachfolger von Mafia II. Es wurde von Hangar 13 entwickelt und am 7. Oktober 2016 von 2K Games für die PlayStation 4, die Xbox One und für Windows veröffentlicht. Am 1. Oktober 2021 erschien eine Portierung des Spiels für Google Stadia.

## Handlung
Mafia III spielt im Jahr 1968 in Louisiana in den Vereinigten Staaten. Im Mittelpunkt der Handlung steht der dominikanisch-italienischstämmige Lincoln Clay, der in ärmlichen Verhältnissen aufgewachsen und bereits sein ganzes Leben auf der Suche nach einer Familie ist. Doch weder das Waisenhaus noch die Kirche oder Armee können ihm einen Ersatz bieten. Er findet schließlich Unterschlupf beim Black Mob, einer mafiösen Organisation, die von seinem Pflegevater Sammy Robinson angeführt wird. 1968 kehrt er aus dem Vietnamkrieg nach New Bordeaux (eine fiktive Version von New Orleans) zurück, wo er allerdings erfährt, dass Sammy einen Territorialkrieg gegen eine haitianische Gang führt und deswegen in der Schuld von Salvatore „Sal“ Marcano steht, dem Don der mächtigen und einflussreichen Marcano-Familie, die in der Stadt den Ton angibt. Bei einem Treffen sagt Sal Lincoln, dass er Sammy nicht mehr in der Lage glaube, den Schwarzen Mob zu leiten. Deshalb schlägt er vor, dass Lincoln seinen Platz einnimmt; Lincoln lehnt das Angebot aus Respekt und Dankbarkeit Sammy gegenüber ab.
Für die Begleichung der Schulden arbeitet Lincoln kurz darauf mit Sals Sohn Giorgi, den er schon vor seiner Kriegszeit in Vietnam kennengelernt hatte und schätzte, zusammen, um die Louisiana Federal Reserve auszurauben. Nach dem geglückten Coup wendet sich Sal allerdings gegen den Schwarzen Mob und lässt Sammy, dessen Sohn und einen von Lincolns Freunden ermorden. Lincoln selbst wird von Giorgi in den Kopf geschossen (dessen Kugel aber nur knapp Lincolns Kopf gestreift hat) und für tot gehalten. Pater James Ballard, ein katholischer Priester und enger Freund von Lincoln, rettet ihn und pflegt ihn gesund. Als er sich einigermaßen erholt hat, kontaktiert Lincoln den CIA-Agenten John Donovan, den er aus Vietnam kennt. Donovan ist bereit, seine Kenntnisse und Quellen auszunutzen, um die Marcanos auszuspionieren, während Lincoln schwört, die Mafiafamilie zu zerstören und die Kontrolle über New Bordeaux selbst zu übernehmen.
Als Nächstes beginnt Lincoln, für seinen Krieg gegen die Marcanos nach Verbündeten zu suchen, und sichert sich schließlich die Hilfe von drei Leutnanten: Thomas Burke, der Anführer des Irischen Mobs, dessen Sohn Danny beim Federal-Reserve-Raub mithalf und bei Marcanos Verrat getötet wurde; Cassandra, die Chefin der haitianischen Bande (deren vorheriger Anführer ironischerweise durch Lincoln selbst starb), und schließlich Vito Scaletta, der Hauptcharakter aus Mafia II, der nach den Vorkommnissen des zweiten Spiels aus Empire Bay nach New Bordeaux kam und für Sal Marcano arbeitete, mit dem er sich aber dann überwarf. Nachdem Lincoln die jeweiligen Stadtbezirke der drei Leutnanten von Marcanos Kontrolle befreit hat, bringt er sie alle zusammen und erklärt seinen Plan: Gemeinsam werden sie die Marcanos systematisch von unten herauf ausschalten sowie Sals Plan, sich mit dem Bau eines teuren Kasinos vom organisierten Verbrechen zurückzuziehen, ruinieren. Währenddessen werden die Leutnanten von Lincoln eroberte Stadtbezirke verwalten und außerdem Geld und Gewinne zu Lincolns Plan beitragen, wodurch Lincoln langsam die Organisation der Marcano-Familie auseinandernimmt. Gleichzeitig hat Lincoln die Möglichkeit, jedem seiner Leutnanten zusätzlich Hilfe zu leisten, um ihre Loyalität zu ihm zu stärken. Von Lincolns Entscheidungen abhängig könnte es dazu kommen, dass einer oder mehrere der Leutnanten sich gegen ihn wenden, wenn er ihnen zu viele Stadtbezirke vorenthält, was Lincoln zwingen würde, sie zu töten. Der Spieler sollte also darauf achten, die Kontrolle über die Stadtbezirke möglichst gerecht zu verteilen.
Nachdem Lincoln gemeinsam mit Cassandra, Burke und Vito die wichtigsten Leutnanten der Marcanos beseitigt hat, ermordet er nach und nach die Mitglieder der Familie sowie einflussreiche Politiker, die Sal für sein Kasino-Projekt gewinnen konnte. Als schließlich Sals kriminelles Imperium und sein Traum vom Kasino am Boden zerstört sind, beschließen Sal und Giorgi, sich auf der Baustelle des fast fertigen Kasinos zu verbarrikadieren. Lincoln folgt ihnen und tötet Giorgi, bevor er schließlich Sal Marcano selbst gegenübertritt. Der wehrlose Sal bietet Lincoln einen Whisky an und sagt ihm, dass er das Kasino aufbauen wollte in der Hoffnung, seinem kriminellen Leben entkommen und Giorgi einen unvermeidlichen frühen Tod ersparen zu können. Nach dem Gespräch lässt Sal sich von Lincoln töten; falls Lincoln sich dagegen entscheidet, tötet sich Sal selbst und weist darauf hin, dass er und Lincoln doch nicht so verschieden sind.
Als Lincoln das Kasino verlässt, wird er vom alten Leo Galante konfrontiert, dem Stellvertreter der italienischen Mafia-Kommission. Lincoln versichert Leo, dass er einzig mit den Marcanos im Krieg war und dieser Krieg mit Sals Tod nun vorbei ist. Leo ist zufrieden und lässt Lincoln leben. Lincoln darf auch die Kontrolle über New Bordeaux behalten, unter der Bedingung, dass er 20 % seiner Gewinne an die Mafia abtritt, so wie es zuvor Sal Marcano tat. Lincoln kehrt zu Pater James und Donovan zurück und muss schließlich seine nächste Entscheidung treffen: Auf Pater James’ Rat hin New Bordeaux verlassen und ganz neu anfangen, auf Donovans Rat hin Cassandra, Burke und Vito töten und die alleinige Macht über die Stadt übernehmen, oder die Stadt zusammen mit den drei Leutnanten verwalten.
- Wenn Lincoln beschließt, New Bordeaux zu verlassen, verschwindet er aus dem öffentlichen Leben und schickt Pater James nur gelegentlich Postkarten aus verschiedenen Orten auf der Erde. Der Leutnant, der von Lincoln zuvor die meisten Stadtbezirke zugeteilt bekam, wird dann die Macht über die Stadt übernehmen. Wenn Vito die Macht übernimmt, baut dieser das Casino fertig und entwickelt als Baulöwe die Stadt zu einem Las Vegas des Südens über das Vito Scaletta herrscht.
- Wenn Lincoln gemeinsam mit seinen Leutnanten die Macht über New Bordeaux behält, weitet er sein kriminelles Imperium über die gesamten Südstaaten aus und wird zu einem bekannten Philanthropen. Allerdings verachtet Pater James ihn öffentlich für das, was er nun geworden ist.
- Entscheidet Lincoln sich dafür, New Bordeaux alleine zu übernehmen, erschießt er seine Leutnanten, wird aber dann durch eine vom reumütigen Pater James angebrachte Autobombe getötet.

In einer Szene nach dem Abspann wird John Donovan einem Ausschuss des Senats gegenübergesetzt, um sich für seine Beteiligung an Lincoln Clays Machtübernahme zu verantworten. Donovan erklärt, dass er Lincoln geholfen hat, weil er (Donovan) Beweise aufgedeckt hat, dass Sal Marcano einer der Verschwörer war, die für die Ermordung des US-Präsidenten John F. Kennedy verantwortlich waren. Außerdem sagt Donovan, dass er nur eingewilligt hat, den Senat zu treffen, weil Senator Richard Blake, der der Anhörung vorsitzt, in Sals Akten ebenfalls als einer der Verschwörer verwickelt ist. Daraufhin tötet Donovan den Senator mit einer verborgenen Pistole und kündigt an, dass er alle anderen Verantwortlichen für Kennedys Tod aufspüren wird.

## Spielprinzip
Das Spiel bietet eine offene Spielwelt mit zahlreichen Nebenaufgaben, die den Spieler durch die Stadt führen und abseits der Hauptgeschichte beschäftigen sollen. Darunter fallen etwa Sabotage von gegnerischen Banden, Botengänge und Ladendiebstahl.

## Entwicklung
Erste Gerüchte über die Arbeit an Mafia III wurden im August 2012 von der Fachpresse aufgegriffen. Im November berichtete das Studio 2K Czech, dass für die früheren Mafia-Titel verantwortlich zeichnete, dass es an einem neuen, noch geheimen Projekt arbeite. Im Januar 2014 wurde 2K Czech allerdings umstrukturiert und infolgedessen aufgelöst. Die Angestellten des Studios wurden nach Brünn und Novato verlegt. Im Dezember gründete der Mutterkonzern 2K Games ein neues Studio, Hangar 13. Als Leiter des Studios wurde Haden Blackman, der an der Produktion von Star Wars: The Force Unleashed beteiligt war, angeworben. Hangar 13 begann im Anschluss die Arbeit an einem noch unbenannten Projekt.
Am 28. Juli 2015 bestätigte 2K Games, dass Hangar 13 an Mafia III arbeite. Am 5. August wurde ein erster Trailer gezeigt. Unmittelbar nach der Erstveröffentlichung gab 2K Games bekannt, dass es eine PlayStation-4-Pro-Version von Mafia 3 geben werde. Zum Launch der Konsole solle die verbesserte Fassung durch ein Update nachgereicht werden.
Wenige Tage nach der Erstveröffentlichung kündigten die Entwickler einen ersten Patch an, der neben der Behebung von Fehlern auch die Möglichkeit ins Spiel integrieren wird, Protagonist Lincoln mittels verschiedener Kleidungsstücke individuell anzupassen.
Im Mai 2020 wurde das Videospiel als Mafia III: Definitive Edition für PC, PlayStation 4 und Xbox One wiederveröffentlicht und die bis dahin kostenpflichtigen Zusatzinhalte wurden kostenlos.

## Synchronsprecher
In Mafia III wurde ein deutschlandweiter Cast aufgenommen u. a. in Berlin, München oder Offenbach. Zu hören sind:
| Rolle               | Originalsprecher        | Deutscher Synchronsprecher |
| ------------------- | ----------------------- | -------------------------- |
| Lincoln Clay        | Alex Hernandez          | Jan-David Rönfeldt         |
| Cassandra           | Erica Tazel             | Jacqueline Belle           |
| Vito Scaletta       | Rick Pasqualone         | Alexander Brem             |
| Thomas Burke        | Barry O’Rourke          | Holger Schwiers            |
| John Donovan        | Lane Compton            | Oliver Scheffel            |
| Pater James Ballard | Gordon Greene           | Thomas Wenke               |
| Sal Marcano         | Jay Acovone             | Christian Jungwirth        |
| Giorgi Marcano      | Mercer Boffey           | ???                        |
| Olivia Marcano      | Erin Matthews           | Claudia Urbschat-Mingues   |
| Lou Marcano         | Brad Leland             | ???                        |
| Tommy Marcano       | Christopher Corey Smith | ???                        |
| Remy Duvall         | Nolan North             | Gerhard Jilka              |
| Nicole Nicki Burke  | Dana Blasingame         | Angela Wiederhut           |
| Alma Diaz           | Danay Garcia            | ???                        |
| Emmanuel Lazare     | Lyriq Bent              | ???                        |
| Charles Laveau      | Dave Fennoy             | ???                        |
| Sammy Robinson      | Leith M. Burke          | Gerd Meyer                 |
| Ellis Robinson      | Justice Nnanna          | ???                        |
| Danny Burke         | Jeff Schine             | Karim El Kammouchi         |
| Jonathan Maguire    | Cully Fredricksen       | Aart Veder                 |
| Richard Blake       | Gene Scandur            | Michael Schwarzmaier       |
| Enzo Conti          | Matt Gottlieb           | Thomas Rauscher            |
| Tony Derazio        | Gibson Frazier          | Jakob Riedl                |
| Bonnie Harless      | Janna Bossier           | Deborah Mock               |

## Rezeption
Mafia III erhielt durchschnittliche Bewertungen. Die Rezensionsdatenbank Metacritic aggregiert insgesamt 119 Rezensionen zu Mittelwerten von 62 (PC-Fassung), 68 (PlayStation-4-Fassung) und 67 (Xbox-One-Fassung).
Vorabrezensionen äußerten sich positiv und drückten die Hoffnung aus, dass Mafia III an die Qualität der Vorgänger anknüpfen könnte. Die Tests nach Erscheinen attestierten dem Spiel zwar, „mit cleverem Storytelling, einprägsamen Charakteren und richtig dichter Atmosphäre“ zu überzeugen, kritisierten aber das repetitive Gameplay sowie das technisch unfertige Endprodukt, vor allem in der PC-Version.
Auch die Definitive Edition litt weiterhin unter zahlreichen Probleme wie Programmabstürzen, Nachladerucklern, defekten Triggern, die Missionen nicht absolvierbar machen und einer unausgereiften Spielbalance.